# Lyckans tempel

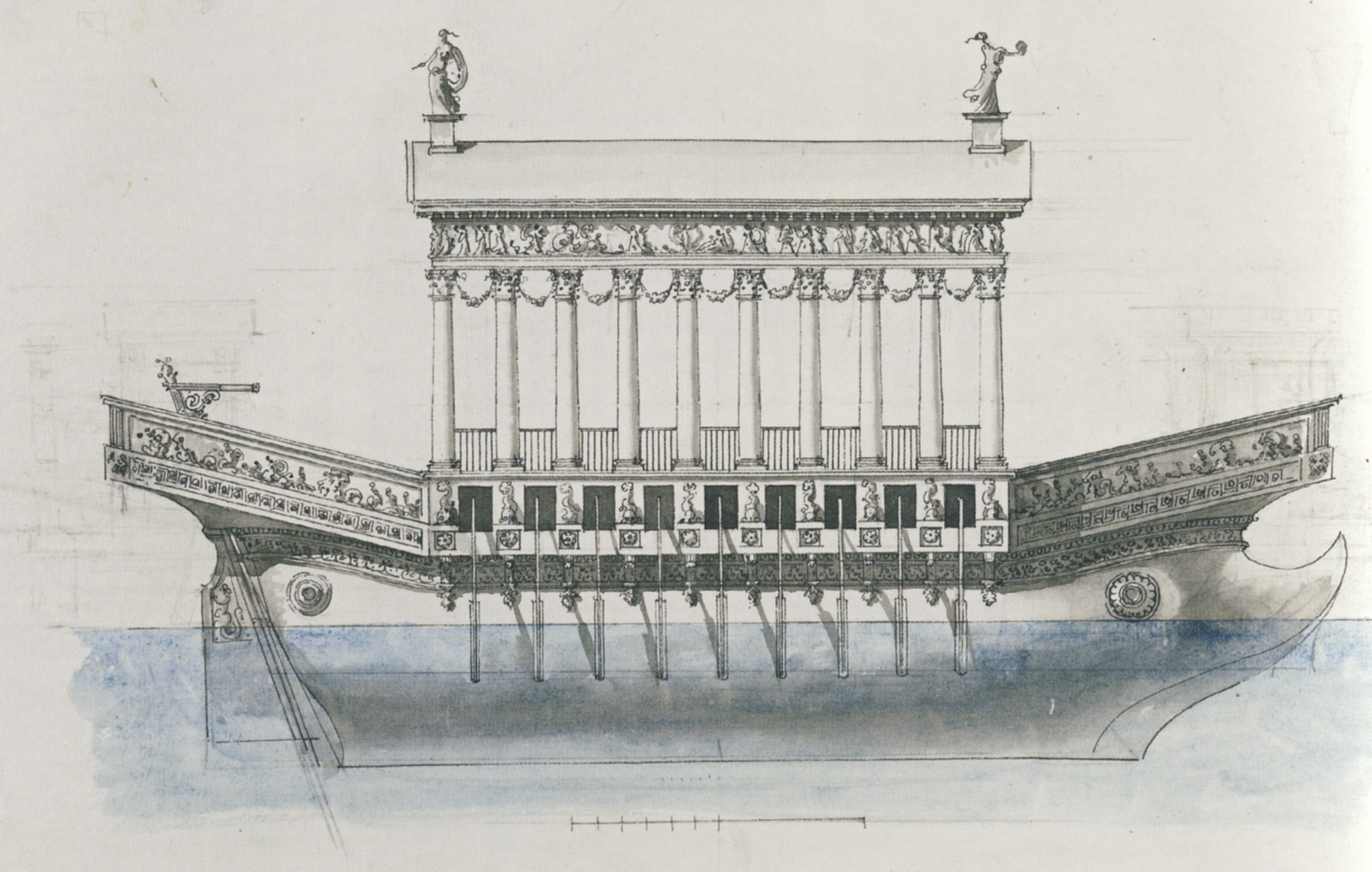
Lyckans tempel, ritning av Desprez.

Lyckans tempel var namnet på ett fartyg som Gustav III planerade att ha i Brunnsviken norr om Stockholm. Fartyget tillverkades dock aldrig.
I samband med att Gustav III lät omvandla Brunnsvikens omgivningar till en kunglig lustpark med Hagaparken, Frescati, Bellevue och Tivoli, planerade han även att flera lustfartyg respektive lustbåtar skulle finnas i Brunnsviken. Två av dem var Delfinen och Galten som tillverkades på Karlskronavarvet 1787 under ledning av amiralen Fredrik Henrik af Chapman.

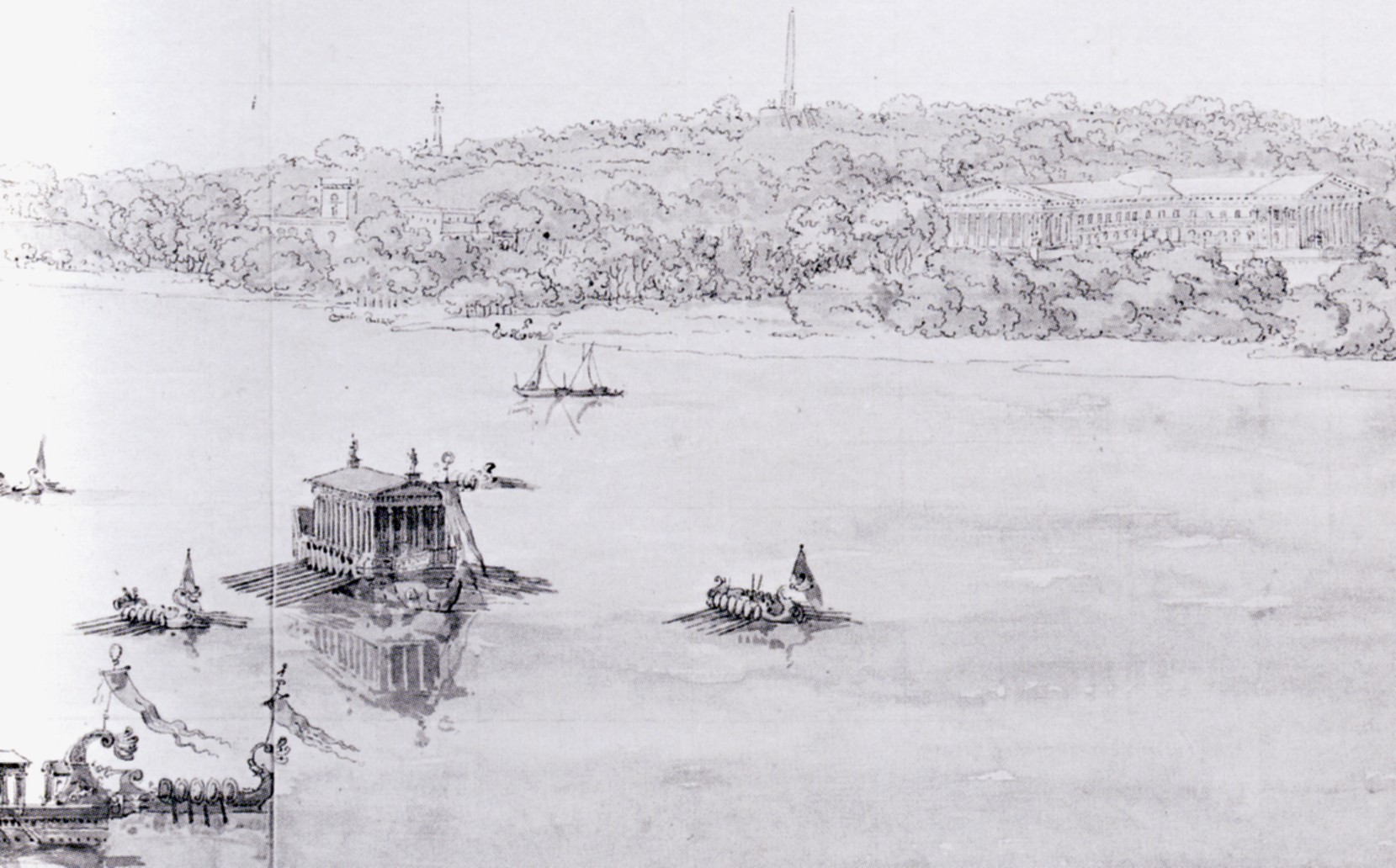
Lyckans tempel i Brunnsviken 1790.

En tredje farkost, som inte hann tillverkas var Lyckans tempel. Det var tänkt att bli en galär krönt med ett siciliansk tempel. Templet hade 26 kolonner i korintisk ordning och taket var smyckat med en skulptur över varje gavel. Lustfartyget skulle framföras av 18 roddare. Liksom med gestaltningen av Galten och Delfinen stod den franske arkitekten och konstnären Louis Jean Desprez för ritningarna.
På en av Desprez illustrationer över Brunnsviken från 1790 syns hur Lyckans tempel omgiven av allehanda gondoler och galärer närmar sig Gustaf Mauritz Armfelts Villa Frescati. I bakgrunden ritade Desprez den planerade slottsbyggnaden Stora Haga slott. Galären skulle nyttjas som en slags färja för kungen och hans förtrogna mellan Haga, Bellevue och Frescati.
Även Lyckans tempel skulle tillverkas på Karlskronavarvet, men mordet på Gustav III 1792 satte stopp för alla framtida planer i och omkring Hagaparken.